# Přepychy (Pardubice)
Přepychy é uma comuna checa localizada na região de Pardubice, distrito de Pardubice.